# Péninsule de Paljassaare
La péninsule de Paljassaare, (estonien : Paljassaare poolsaar), est une péninsule située sur la côte du golfe de Finlande à Tallinn en Estonie,. 

## Géographie
C'est une péninsule sur la côte ouest de la de la baie de Tallinn au nord de l'île de Paljassaare.
La péninsule de Paljassaare est une péninsule formée dans la deuxième décennie du XXe siècle entre la baie de Tallinn et Tallinn, dans la partie nord de Tallinn. Le village de Paljassaare est situé dans la péninsule.
La péninsule a une superficie d'environ 3,5 km2.
Au XVIIIe siècle, il y avait deux îles sablonneuses au-dessus de Paljassaare (Suur-Paljassaar ou Suur-Kaarli à l'ouest, Väike-Paljassaar ou Väike-Kaarli à l'est), qui se sont maintenant jointes à la peninsule. 
La péninsule est traversée par la rue Paljassaare tee.
La péninsule héberge le Port de Paljassaare et le port de Lahesuu.
La plage Pikakari est située sur la rive de la péninsule de Paljassaare.

## Galerie

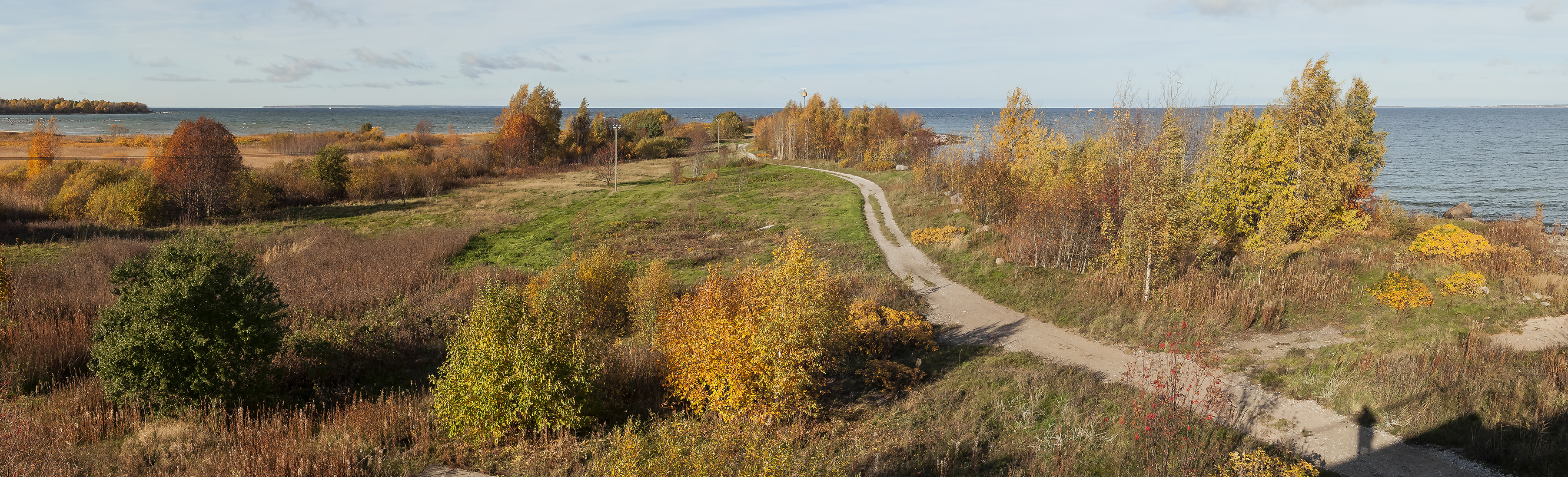
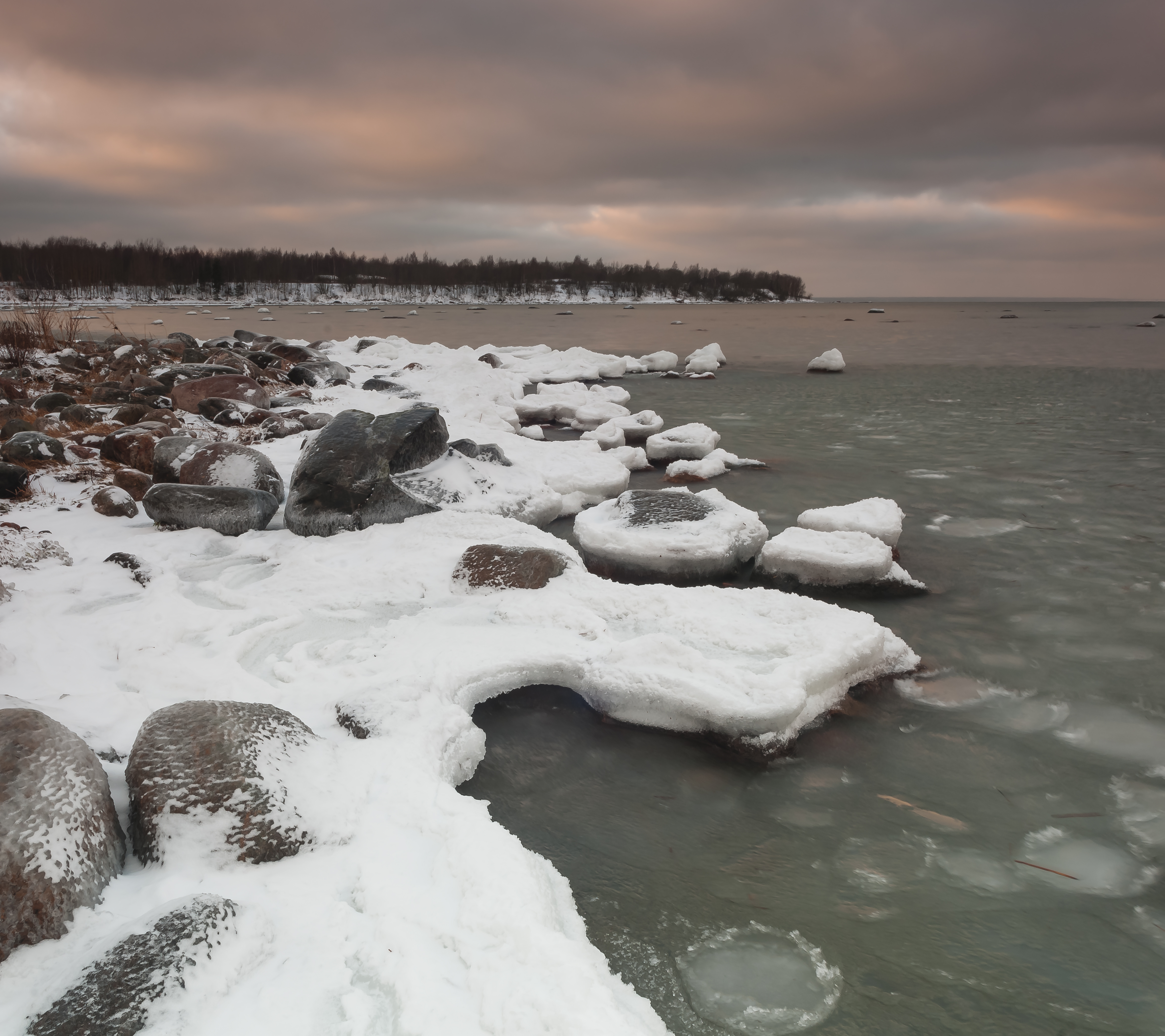

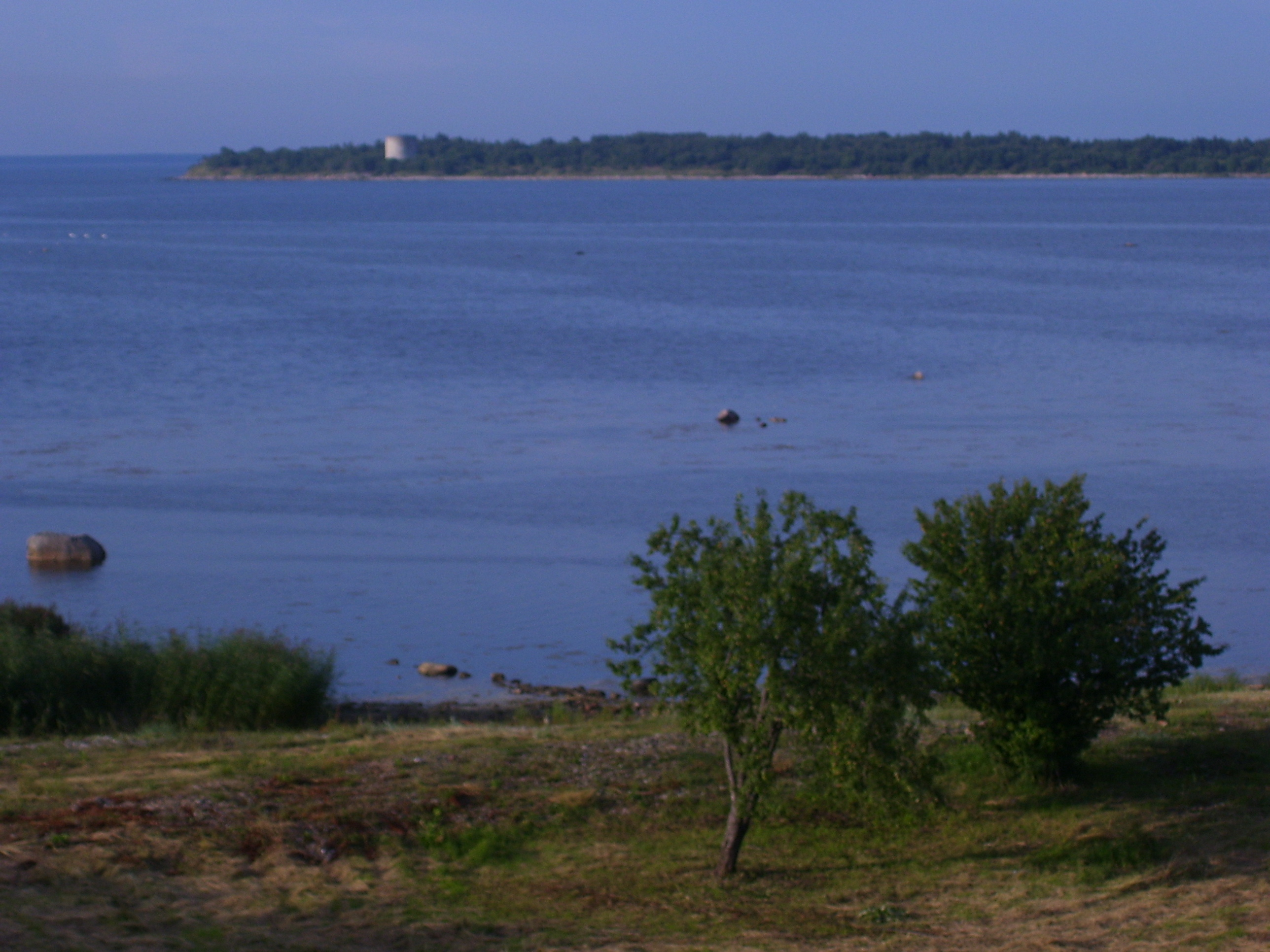
La péninsule de Paljassaare, vue de la péninsule de Kopli à travers la baie de Paljassaare.
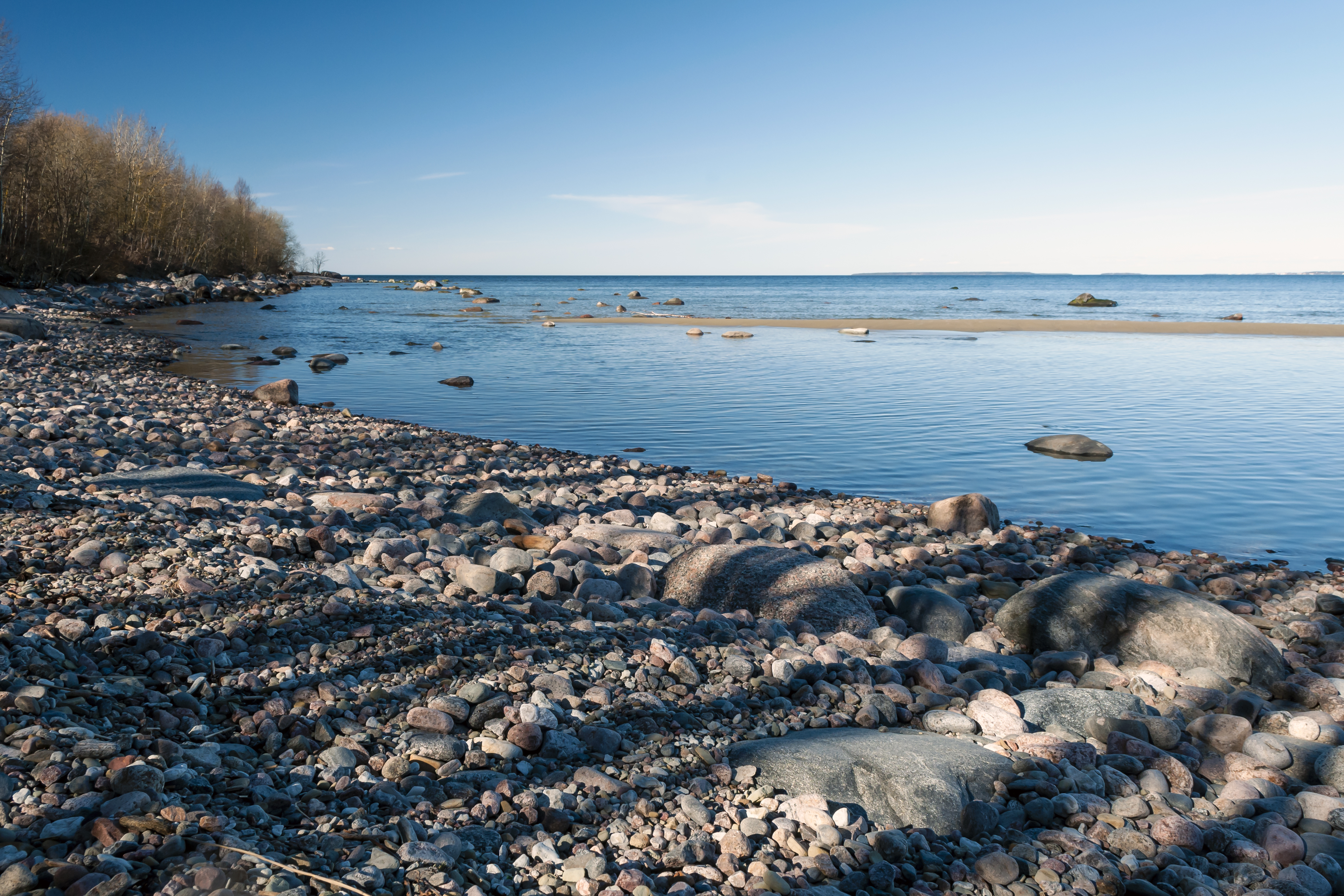
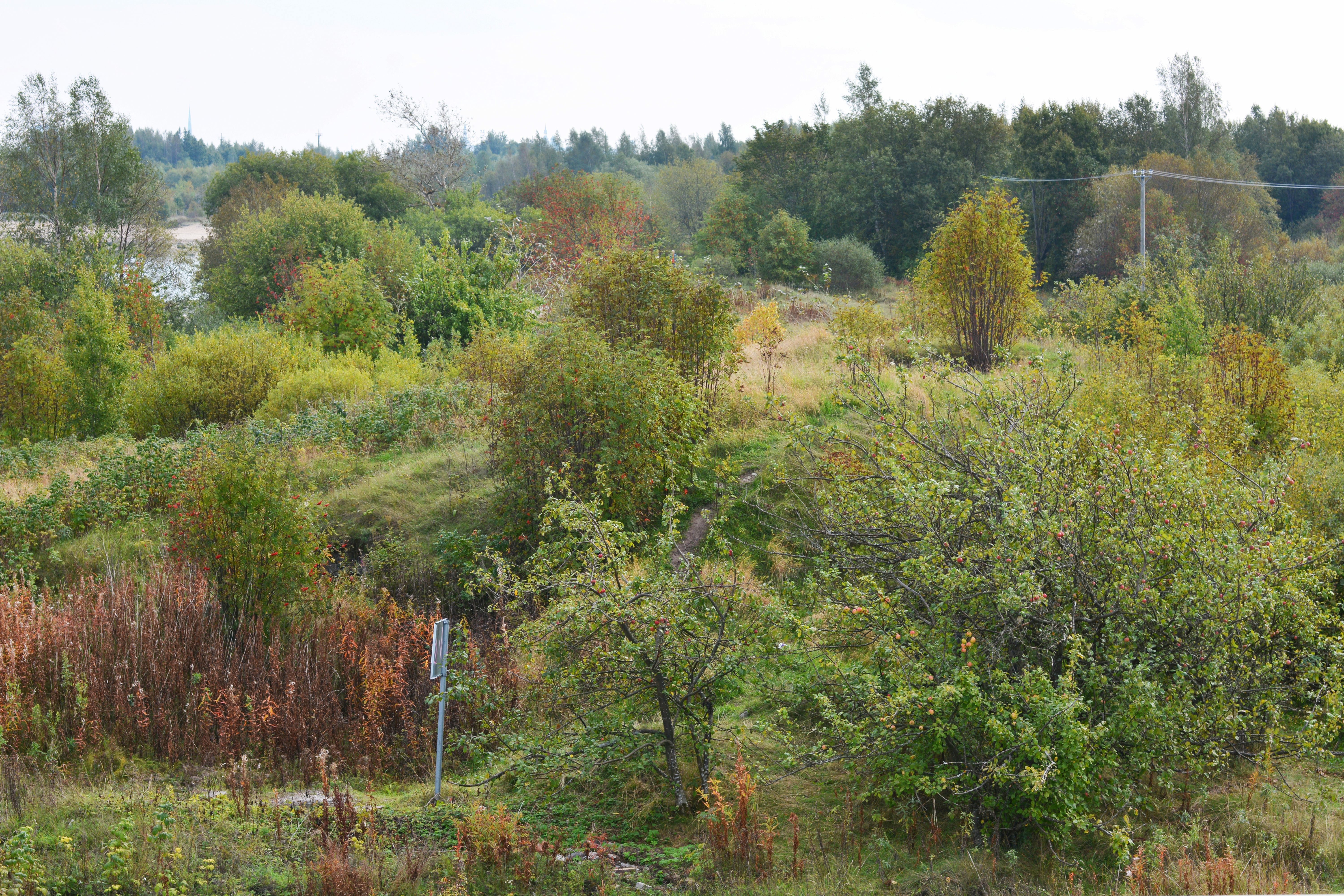